# Crna mačka
Crna mačka, domaća mačka s crnim krznom, koja može biti obična domaća mačka, ali i neke specifične pasmine ili mješovita porijekla. Bombajska mačka je isključivo izrazito crne boje. Crna boja dolazi od recesivnog gena, koji suzbija pojavu višebojnih uzoraka na krznu. Izazita crna pigmentacija češća je kod mužjaka, negoli kod ženki. Većina crnih mačaka ima žute oči.

## Praznovjerje, progon i predrasude
Premda jednako umiljata i poželjna kao kućni ljubimac, kao i sve druge kućne mačke, crna mačka je u dijelu povijesti bila stigmatizirana kao utjelovljenje zla. U pučkoj tradiciji, naročito tijekom srednjeg vijeka, budući da je crna boja simbolizirala žalost, smrt i zagrobni život, vjerovalo se da crne mačke donose nesreću, uz što se vezivalo i praznovjerje da crna mačka donosi nesreću, ako osobi preprijeći put. Također, vjerovalo se da crne mačke utjelovljuju preminule ljude ili prerušene vještice, a često ih se povezivalo s vješticama i magijom, osobito s crnom magijom. Zbog toga su se u prošlosti crne mačke rjeđe udomljivale i bile su izložene progonima i bile ubijane na različite načine. Najpopularnije praznovjerje vezano uz crne mačke je da je potrebno pljunuti tri puta, ako crna mačka osobi preprijeći put, jer se tako poništavaju negativne čarolije i uroci.
Međutim, postojala su i suprotna vjerovanja i praznovjerja, koja se vezuju uz crne mačke i općenito uz mačke. U drevnom Egiptu, mačke su bile svete životinje, koje su se osobito štovale, a bile su povezane s kultovima božica Bastet i Sekhmet te se vjerovalo da su reinkarnacije bogova. Pomorci su shvaćali ponašanje mačaka kao predkazanje pa su na svakom brodu držali jednu crnu mačku da lovi miševe, što je dovelo do toga da su pomorci ostavljali crne mačke da im čuvaju kuću, kako bi ih štitili na moru od nesreće. Druga pozitivna praznovjerja, vjeruju da crne mačke donose sreću, novac i bračnu sreću.

## Zanimljivosti
- Crna mačka s uzdignutim leđima i nakostrijšenim repom, simbol je anarhizma.
- Dan 17. kolovoza ustanovljen je kao Međunarodni Dan crnih mačaka, kako bi se ukazalo na probleme diskriminacije crnih mačaka, zbog zaostalih praznovjerja, i potaknulo ljude na njihovo udomljavanje.